# Jean Larocque
Jean Larocque (La Rochefoucauld, 20 juin 1836 — Épinay-sur-Orge, 27 novembre 1890,) est un écrivain, journaliste et essayiste français.

## Les Voluptueuses
Son œuvre célèbre est une série de romans d'amour en onze volumes, Les Voluptueuses. Il a écrit la série basée sur l'œuvre de Émile Zola Les Rougon-Macquart dans les années 1880. Chaque volume de la série porte le nom d'un beau prénom féminin. Quelques volumes de la série – comme « Phoebe » – furent également traduits en anglais au tournant du siècle. Plusieurs ouvrages ont été publiés par Félix Brossier. José Roy a conçu des couvertures artistiques pour chaque volume.
Plusieurs ouvrages de la série n'ont pas été jugés moralement adéquats au moment de leur publication, et plusieurs poursuites ont été intentées contre l'auteur. De nos jours, le nombre de volumes individuels a considérablement diminué dans la circulation des livres et l'auteur a été oublié. 

## Œuvres
- Jean qui pleure et Jean qui rit (Paris), 1856
- L'Unité scientifique et littéraire, 1858
- Idylles parisiennes, 1862
- Niobé, ou La femme au XIXe siècle, 1863
- Niobé, étude moderne, 2e édition, précédée d'observations critiques, 1865
- L'Enseignement supérieur des jeunes filles, 1868
- Le Grand journal (Paris. 1880), 1880
- La Grèce au siècle de Périclès, 1883
- Par delà la Manche, 1884
- Les Poètes devant le pouvoir. Jean Racine homme de cour, 1884
- Les Poètes devant le pouvoir. La jeunesse de Racine, 1886
- Les voluptueuses, 1887-1891, série de livres:
  - Viviane, s. d.
  - Odile, s. d.
  - Isey, 1888
  - Fausta, 1889
  - Daphné, 1889
  - Fusette, 1890
  - La Naiade, 1890
  - Phœbé, 1890
  - Louvette, 1890
  - Hémine, 1891
  - Lucine
- 1871, souvenirs révolutionnaires, la coalition de 1869, la grève du Creusot, la déclaration de guerre, la défense de Paris, 1888
- Le Sensualisme au théâtre : le Cid, 1888
- La plume et le pouvoir au XVIIe siècle, 1888

## Autre littérature
- Deux malchanceux de la littérature fin de siècle : Jean Larocque et Léon Genonceaux / Jean-Jacques Lefrère et Jean-Paul Goujon, 1994.